# Catoria tamsi
Catoria tamsi là một loài bướm đêm trong họ Geometridae.